# Irving Cummings
Pour les articles homonymes, voir Cummings.

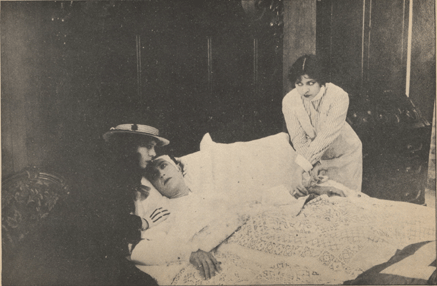
Irving Cummings dans The Diamond from the Sky (ici avec Lottie Pickford et Charlotte Burton)

Irving Caminsky, connu sous le nom de scène Irving Cummings (né le 9 octobre 1888 à New York, État de New York et mort le 18 avril 1959 à Los Angeles, Californie) est un acteur, réalisateur, scénariste et producteur de cinéma américain .

## Biographie
Irving Cummings est l'époux de Ruth Cummings de 1917 à sa mort, en 1959, et le père du scénariste Irving Cummings Jr.

## Filmographie partielle

### Comme acteur
- 1913 : The Grey Sentinel de Burton L. King
- 1914 : La Case de l'oncle Tom (Uncle Tom's Cabin) de William Robert Daly : George Harris
- 1915 : The Haunting Memory de Frank Cooley
- 1915 : The Doctor's Strategy de Frank Cooley
- 1915 : In the Mansion of Loneliness de Frank Cooley
- 1915 : When the Fire Bell Rang de Frank Cooley
- 1915 : The First Stone de Frank Cooley
- 1915 : The Once Over de Frank Cooley
- 1915 : Le Diamant du ciel (The Diamond from the Sky) de Jacques Jaccard et William Desmond Taylor
- 1917 : Rasputin, the Black Monk d'Arthur Ashley
- 1918 : Toys of Fate de George D. Baker
- 1918 : The Woman Who Gave de Kenean Buel
- 1919 : Auction of Souls : Andranik
- 1919 : L'Appel du cœur (Her Code of Honor) de John M. Stahl : Jacques
- 1919 : Men, Women, and Money de George Melford
- 1919 : The Better Wife de William P. S. Earle : Comte de Cheveral
- 1920 : Ce crétin de Malec (The Saphead) de Herbert Blaché : Mark Turner
- 1920 : Le Séducteur (Harriet and the Piper) de Bertram Bracken
- 1920 : Fatty, l'intrépide shérif (The Round-Up) de George Melford
- 1922 : La Duchesse de Langeais (The Eternal Flame) de Frank Lloyd : Henri de Marsay
- 1922 : Gaspard le loup (The Man from Hell's River) (réalisé par lui-même) : Pierre de Barre
- 1923 : Le Roman d'une reine (Rupert of Hentzau) de Victor Heerman
- 1925 : As Man Desires
- 1936 : Dortoir de jeunes filles (Girls Dormitory)

### Comme réalisateur

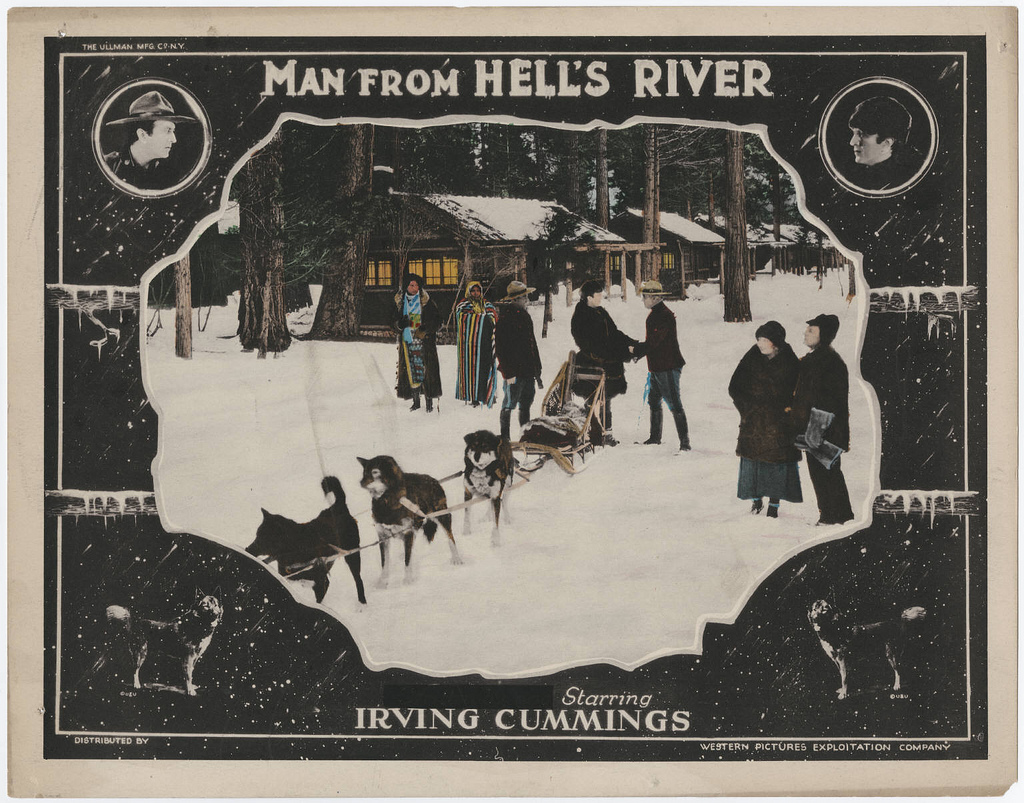
Gaspard le loup (The Man from Hell's River) (1922)

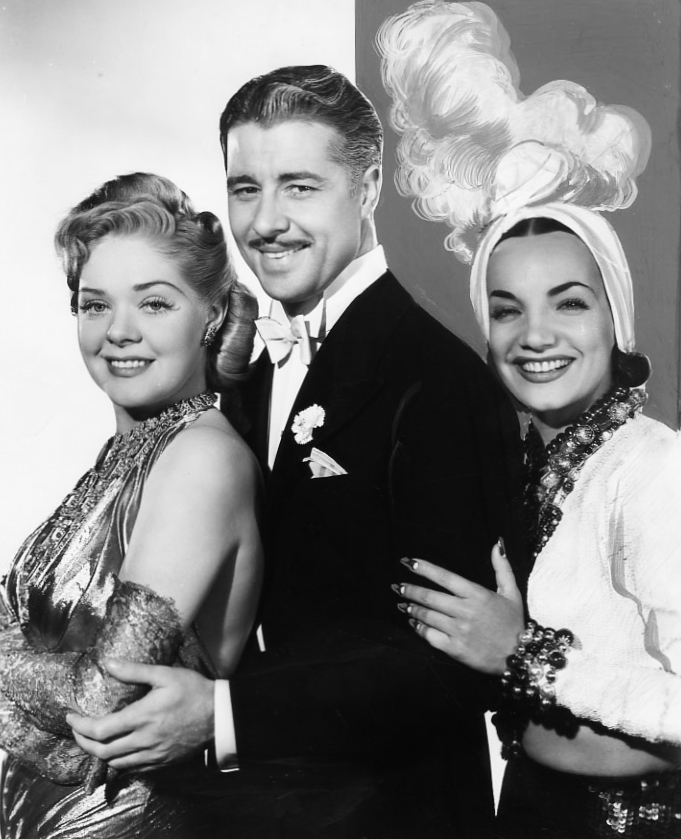
Une nuit à Rio (1941)

#### Années 1920
- 1921 : On the Trail
- 1922 : Gaspard le loup (The Man from Hell's River)
- 1922 : Paid Back
- 1922 : The Jilt
- 1922 : Cœur de père (Flesh and Blood)
- 1922 : Environment
- 1922 : Broad Daylight
- 1923 : Broken Hearts of Broadway
- 1923 : The Drug Traffic
- 1923 : East Side - West Side
- 1924 : Dancing Cheat
- 1924 : Fool's Highway
- 1924 : La vie et la mort ont croisé le fer (In Every Woman's Life)
- 1924 : Riders Up
- 1924 : The Rose of Paris
- 1924 : Stolen Secrets
- 1925 : One Year to Live
- 1925 : Just a Woman
- 1925 : As Man Desires
- 1925 : The Desert Flower
- 1925 : Le Sultan blanc (Infatuation)
- 1926 : Rustling for Cupid
- 1926 : The Country Beyond
- 1926 : The Midnight Kiss
- 1926 : La Chevauchée de la mort (The Johnstown Flood)
- 1926 : Bertha, the Sewing Machine Girl
- 1927 : The Brute
- 1928 : Dressed to Kill
- 1928 : The Port of Missing Girls
- 1928 : Après la rafle (Romance of the Underworld)
- 1929 : In Old Arizona
- 1929 : Not Quite Decent
- 1929 : Behind That Curtain

#### Années 1930
- 1930 : L'Homme aux camées (Cameo Kirby)
- 1930 : A Devil with Women
- 1930 : On the Level
- 1931 : A Holy Terror
- 1931 : The Cisco Kid
- 1932 : Attorney for the Defense
- 1932 : The Night Club Lady
- 1932 : Man Against Woman
- 1933 : Man Hunt
- 1933 : The Woman I Stole
- 1933 : The Mad Game
- 1934 : I Believed in You
- 1934 : Grand Canary
- 1934 : The White Parade
- 1935 : It's a Small World
- 1935 : Boucles d'or (Curly Top)
- 1936 : Nobody's Fool (coréalisateur : Arthur Greville Collins)
- 1936 : Pauvre Petite Fille riche (Poor Little Rich Girl)
- 1936 : Dortoir de jeunes filles (Girls Dormitory)
- 1936 : White Hunter
- 1937 : Vogues 1938
- 1937 : Merry Go Round of 1938
- 1938 : Hôtel à vendre (Little Miss Broadway)
- 1938 : La Vie en rose (Just Around the Corner)
- 1939 : Le Brigand bien-aimé (Jesse James) (co-réalisation avec Henry King)
- 1939 : Et la parole fut (The Story of Alexander Graham Bell)
- 1939 : Hollywood Cavalcade
- 1939 : Tout se passe la nuit (Everything Happens at Night)

#### Années 1940
- 1940 : Lillian Russell
- 1940 : Sous le ciel d'Argentine (Down Argentine Way)
- 1941 : Une nuit à Rio (That Night in Rio)
- 1941 : La Reine des rebelles (Belle Starr)
- 1941 : Louisiana Purchase
- 1942 : Mon amie Sally (My Gal Sal)
- 1942 : Ivresse de printemps (Springtime in the Rockies)
- 1943 : Rosie l'endiablée (Sweet Rosie O'Grady)
- 1943 : What a Woman
- 1944 : The Impatient Years
- 1945 : Les Dolly Sisters (The Dolly Sisters)
- 1951 : Une veine de... (Double Dynamite)

### Comme producteur
- 1921 : On the Trail
- 1922 : Gaspard le loup (The Man from Hell's River)
- 1922 : Flesh and Blood
- 1922 : Environment
- 1923 : Broken Heats of Broadway
- 1923 : The Drug Traffic
- 1923 : East Side - West Side
- 1943 : What a Woman
- 1944 : The Impatient Years

### Comme scénariste
- 1915 : The Haunting Memory de Frank Cooley
- 1922 : Gaspard le loup (The Man from Hell's River)
- 1926 : The Country Beyond
- 1928 : Dressed to Kill (+ histoire)